# スニーカーぶる〜す
『スニーカーぶる〜す』は、近藤真彦のデビューシングルである。1980年12月12日に発売された。発売元はRVC （現：ソニー・ミュージックレーベルズ/アリオラジャパン）である。

## 解説
TBS系テレビドラマ『3年B組金八先生』（1979年10月 - 1980年3月放送）で俳優デビューを果たした近藤真彦の、歌手としてのデビューシングル。自身最大のヒット曲、かつミリオンセラーとなった。
オリコンウィークリーチャートで史上初の「デビュー・シングルで初登場1位を獲得したシングル」となった。TBS系音楽番組『ザ・ベストテン』でも1位を記録。
2006年1月1日に発売された、歌手デビュー25周年記念CD-BOX『マッチ箱 〜25th Anniversary Complete Singles Edition〜』に、B面曲を含めたマキシシングル・サイズで復刻された。CD-BOXのみで、個別販売はしていない。また、上記BOX『マッチ箱』と同時に発売されたトリビュート・アルバムでは、Scoobie Doが本楽曲をカヴァーしている。
2006年2月8日に発売されたベスト・アルバム『MATCHY★BEST』に、デジタル・リマスタリングが施されて収録。また、本楽曲が披露された2007年・バレンタインデーの日本武道館ライヴ公演を収録したDVD「近藤真彦 '07 Valentine's Day in 武道館」（2007.5.9）も商品化されている。
歌詞が1度変更されており、最初の歌詞のバージョンは後に『ふられてBANZAI』（1982年3月31日）のカップリング曲として発表された。レーベルには近藤のサインと写真が印刷されている。初回プレスのみ、ピンナップ付ジャケット。
山下達郎によると、当初筒美が書いた曲の進行は発売されたものと違っており、レコーディングのプロデューサーであった小杉理宇造が演奏を切り張りして、筒美が当初書いた曲の進行を変えた。普段は温厚な筒美もさすがに不満を漏らしたが、小杉より「すいません、先生。けど元のままじゃ、オリコン初登場1位を取れないんで」と言われたそうである。

## 収録曲
- 両楽曲共に、作曲：筒美京平

1. スニーカーぶる～す（3分51秒）
作詞：松本隆／編曲：馬飼野康二
  - 東宝映画『たのきんスーパーヒットシリーズ第1弾・青春グラフィティ スニーカーぶる〜す』主題歌。
2. ホンモク・ラット（3分5秒）
作詞：伊達歩／編曲：戸塚修

## 収録作品
- THE MATCHY best song for you
- MATCHY★BEST
- マッチ箱 〜25th Anniversary Complete Singles Edition〜
- THE HIT MAKER -筒美京平の世界- - 作曲家活動40周年記念CD-BOX、「スニーカーぶる〜す」収録。
- 風街図鑑〜松本隆 作詞活動30周年記念 - 作詞家活動30周年記念CD-BOX、「スニーカーぶる〜す」収録。
- 青春歌年鑑 1981 BEST30 - 年代別ヒット曲コンピレーション・アルバム、「スニーカーぶる〜す」収録。
- 青春歌年鑑 80年代総集編 - 1980年代にヒットした音楽集、「スニーカーぶる〜す」収録。
- 三十五周年　近藤真彦×伊集院静＝二十四曲（2015年7月19日発売） - 近藤の活動35周年記念に制作された、伊達歩（伊集院静）作詞曲のセルフカバーアルバム。「ホンモク・ラット」（新規録音版　編曲：船山基紀）収録。

## カバー
スニーカーぶる～す
- アルヴィン・コック（中国語: 郭小霖） - 香港の歌手・作曲家。1987年のアルバム『愛情蝙蝠俠』に収録。歌詞は広東語でタイトルは「愛情蝙蝠俠」。
- Scoobie Do - 2006年1月25日に発売された『MATCHY TRIBUTE 25th anniversary』並びにScoobie Doのカバー・アルバム『Scoobie_Do#フルアルバムExtra Funk-a-lismo!　Extra Funk-a-lismo! -Covers & Rarities-』に収録。